# A-Rosa Donna
A-Rosa Donna  — речное круизное четырёхпалубное, каютное, четырёх-с-половиной-звёздочное судно, построенное на верфи Neptun Werft в  Росток-Варнемюнде (Германия) в 2002 году и эксплуатируемое компанией A-ROSA Flussschiff GmbH Росток. С момента своего официального ввода в эксплуатацию судно эксплуатировалось на реке Дунай. Судами-близнецами являются однотипные A-Rosa Bella, A-Rosa Mia и A-Rosa Riva.

## История судна
Суда под строительными номероми S.501 и S.502 были заказаны совместным предприятием Seetours в 2001 году на верфи Neptun Werft в Росток-Варнемюнде для эксплуатации на реке Дунай. Оба готовых судна под именами A-Rosa Bella и A-Rosa Donna были переданы пароходству в марте 2002 года. Из-за ширины в 14,40 м суда невозможно было переправить на Дунай обычным путём через Кильский канал и Ваттовое море и далее по Рейну и каналу Рейн-Майн-Дунай, пропускная способность которого позволяла проводить суда лишь шириной до 11,40 м. Поэтому оба судна погрузили на понтоны и буксирами доставили в Констанцу на Чёрном море. После разгрузки в Констанце они своим ходом прошли каналом Дунай — Чёрное море до Олтеницы. Перегон судов длился 22 дня и 10 мая 2002 года A-Rosa Donna отправилась в свой первый рейс по Дунаю до Пассау. Свой родной порт в Ростоке судно больше не навещало.

## На борту
К услугам пассажиров 100 двухместных кают от 14,5 м² до 16,5 м². Каюты оснащены кондиционером, душем и жидко-кристаллическим телевизором. 48 кают имеют французский балкон. Каюты для экипажа находятся в корме обоих палуб. Ресторан, кафе, винный бар, спортивный зал, две сауны.
- A-Rosa Donna в Братиславе
- A-Rosa Donna на Дунае
- A-Rosa Donna и Rossini вместе вечером у причала в Будапеште